# Santa Rosa (Brasil)
Santa Rosa /'sɐ̃ntɐ 'ʁɔzɐ/ es un municipio brasileño del estado de Río Grande del Sur. La ciudad es sede de la fiesta de la Fenasoja. Se encuentra ubicada a una altitud de 277 metros sobre el nivel del mar.

## Geografía

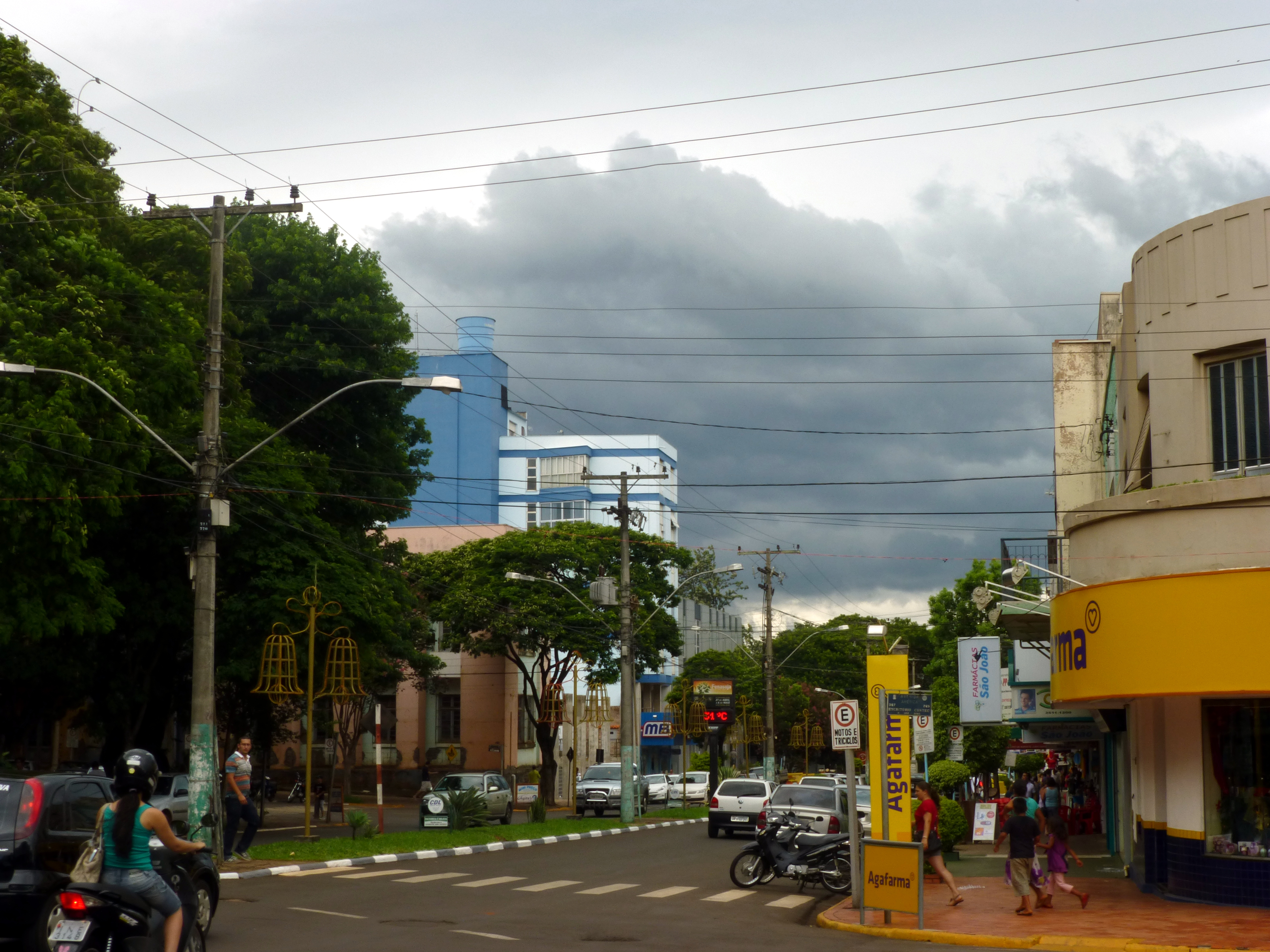
Las tormentas eléctricas son frecuentes en la región.

Santa Rosa es uno de los 497 municipios del estado de Río Grande do Sul y, se localiza al noroeste del mismo. Posee una superficie de 490 km² y está a unos 495 km de la ciudad de Porto Alegre, capital del estado.
El municipio limita al norte con Tuparendi y Tucunduva; al sur con Ubiretama, Salgado Filho y Giruá; al este con Três de Maio y al oeste con Cândido Godói y Santo Cristo.

## Clima
En la región el tiempo es muy variable, el clima es subtropical húmedo, con veranos calurosos e inviernos fríos y lluviosos. Las estaciones del año están bien diferenciadas, presentando una temperatura de entre 25 °C y 40 °C en el verano, y de entre los 20 °C y 0 °C en los inviernos. La media anual ronda los 20 °C.

## Historia

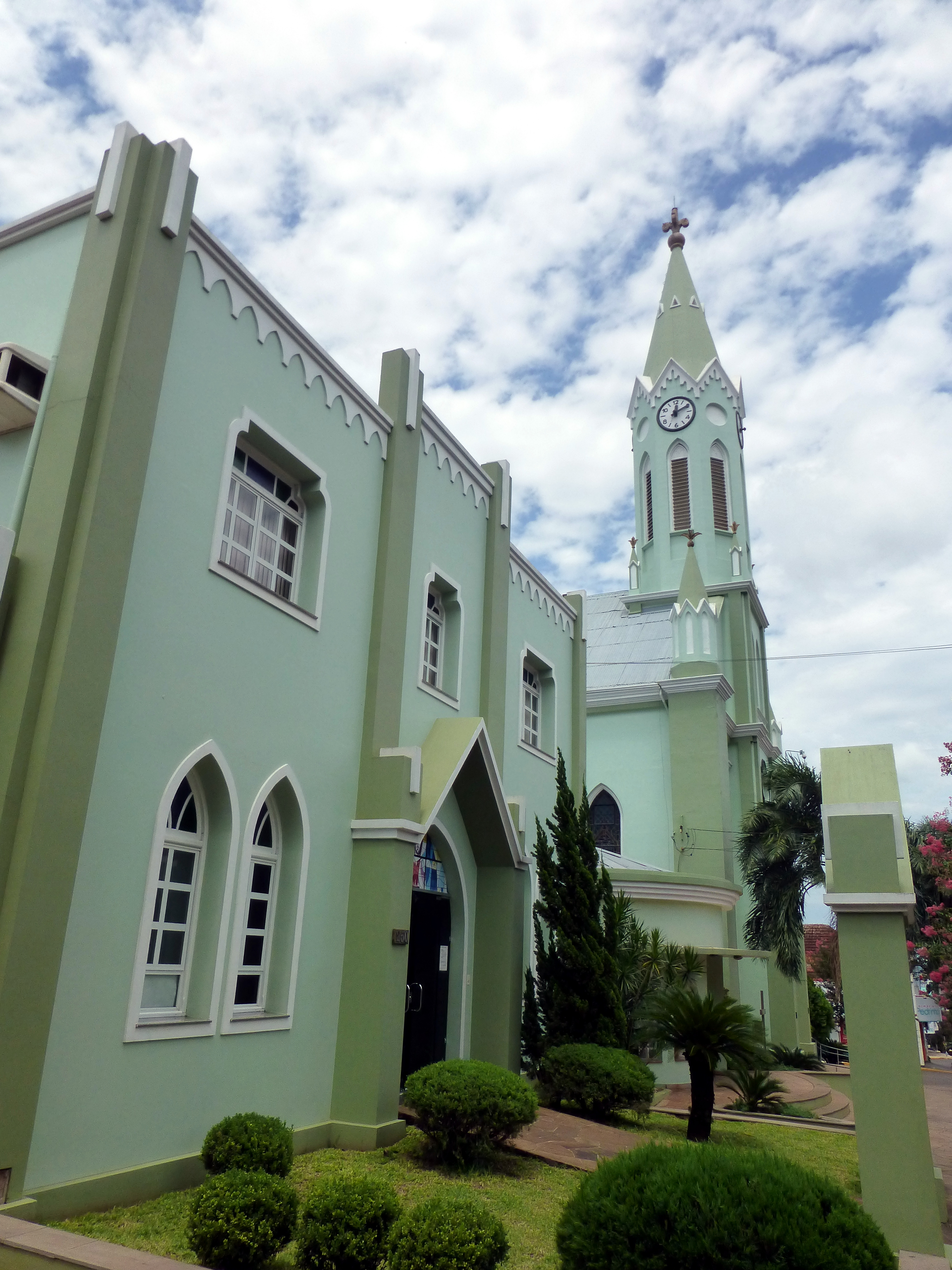
La iglesia católica Sagrado Corazón de Jesús.

Antiguamente, las tierras de esta región eran habitadas por los indios guaraníes, que vivían libremente con sus usos y costumbres. A los pocos años, con la llegada de los europeos (españoles y portugueses), el modo de vida de los indios se fue modificando. Para cristianizarlos fueron enviados a estas tierras padres jesuitas que organizaron las reducciones.
Las tierras que hoy pertenecen al municipio de Santa Rosa formaban parte del territorio de la misión de Santo Ângelo Custódio.
En 1915 fue creada la Colonia de Santa Rosa, que fue creada para asentar a muchas familias brasileñas y mestizas que ocupaban anteriormente las tierras cercanas al río Santo Cristo. 
Los primeros pobladores fueron los funcionarios de la Comisión de Tierras. Este poblado tuvo un gran crecimiento con la llegada de los inmigrantes alemanes, italianos, rusos, polacos y otras etnias.
Las familias que llegaban se instalaban en cercanías del poblado, cortaban las malezas del monte, construían sus casas y trabajan en esos campos.
La ocupación de estas tierras creó rápidamente, en 1920, la población de la colonia ya llegaba a los 11.215 habitantes.
En 1927 la población alcanzó las 35.000 personas, lo que ya suponía un buen número para la creación de un municipio propio.
Durante una campaña para lograr este objetivo, una comisión viajó hasta Porto Alegre, la capital del estado. Se fundó el periódico "A Serra" (en español: la sierra) para por medio del divulgar la campaña. Así, el día 1 de julio de 1931, el general José Antônio Flores da Cunha, por entonces interventor del estado, decretaba la creación del municipio de Santa Rosa.
La solemnidad de instalación del municipio de Santa Rosa se llevó a cabo el día 10 de agosto de 1931. Ese mismo día, asumió como primer alcalde Arthur Ambros, nombrado por el interventor federal del estado.

## Organización Político Administrativa

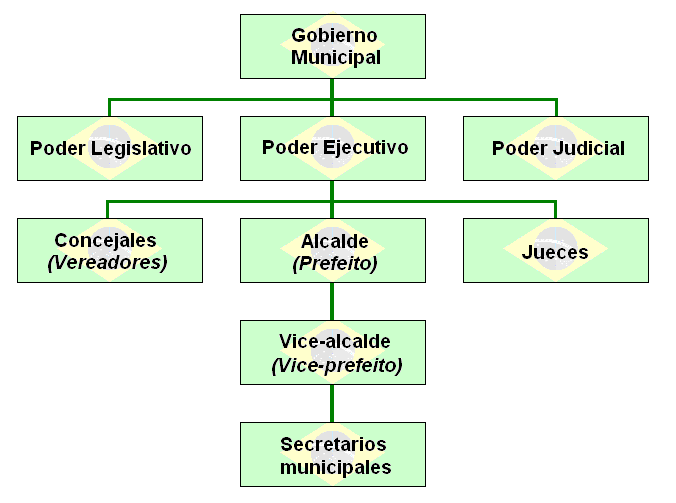
Organigrama de la organización político administrativa de la ciudad.

El gobierno municipal es autónomo y está formado por el poder Legislativo (concejales) y el poder ejecutivo (alcalde y vicealcalde), los que son electos por el pueblo y permanecen en funciones durante cuatro años de mandato.
La Câmara de Vereadores de Santa Rosa está formada por diecinueve concejales, que pertenecen a varios partidos políticos, los que se encargan de la elaboración y votación de las leyes locales como representantes del pueblo municipal.
La ciudad ya tuvo diecinueve alcaldes, de los cuales los siete primeros no fueron elegidos por medio del voto popular, sino asignados por el Gobierno del Estado.
El alcalde es responsable por la ejecución de las leyes, la administración correcta del dinero recaudado por el municipio, a través de los impuestos, y la solución de los problemas de la comunidad municipal. Es ayudado por el vicealcalde y por los secretarios municipales.
El poder Judicial está compuesto por los Jueces de Derecho y Promotores Públicos responsables por el juzgamiento y cumplimiento de las leyes.

## Economía
La economía del municipio esta principalmente basada en la agricultura y en el comercio.
Se destaca la cosecha de soja, trigo y maíz. El municipio cuenta con un mercado público, donde son comercializados todos esos productos.
El comercio es variado, se destaca la venta de indumentaria, maquinarias y suplementos agrícolas y de alimentación.
En la ganadería se destaca la cría de porcinos y bovinos, la piscicultura ha tenido un buen desarrollo en los últimos años.
Con respecto a la industria se destacan las cosechadoras agrícolas, frigoríficos, producción de yerba mate, enlatados, conservas, construcción civil, muebles y confecciones, entre otras.

## Medios de comunicación
El municipio posee cuatro emisoras de radio y tres periódicos. Además cuenta con una emisora de Televisión de la RBS TV (Red Brasil Sur de Comunicaciones), lo que favorece la divulgación de la ciudad en el estado.

## Demografía

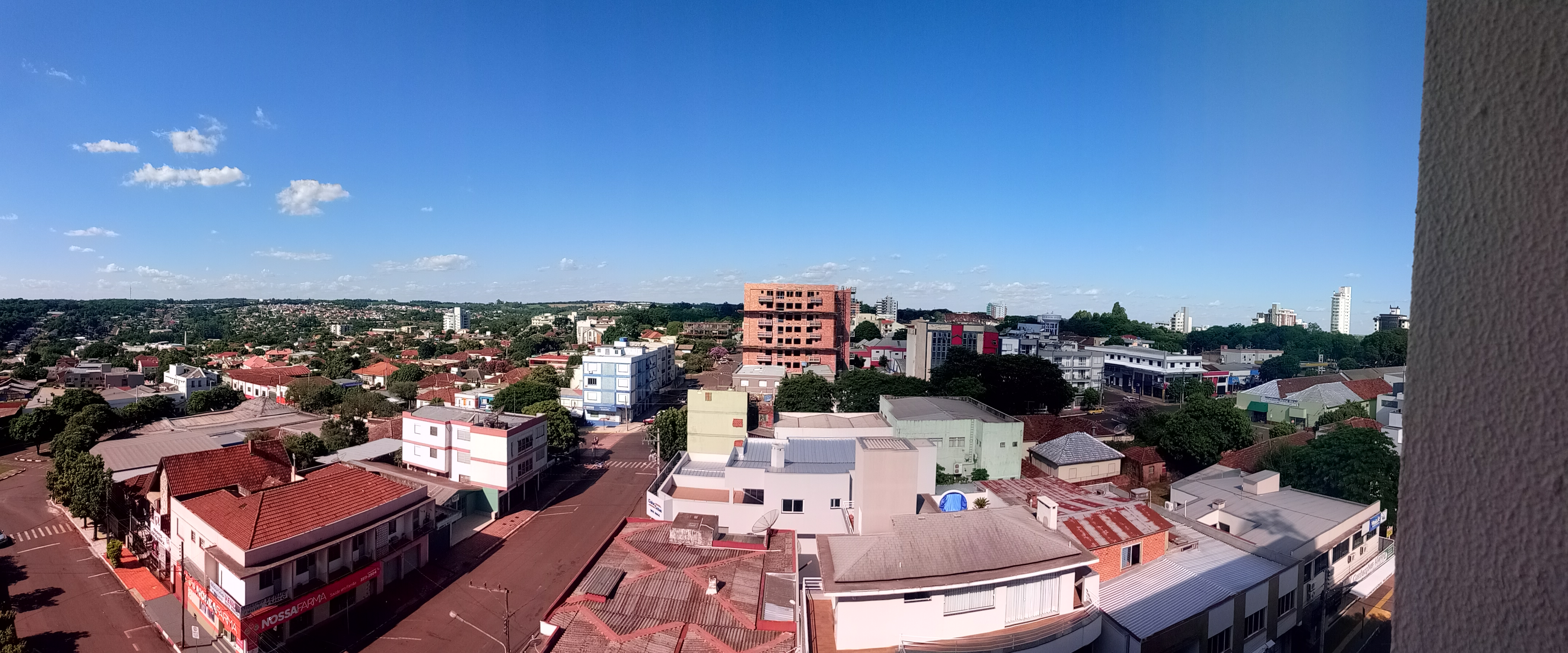
Vista panorámica del centro de la ciudad.

La población de Santa Rosa es de 79.395 habitantes (2024), la cual está formada por personas pertenecientes a diferentes grupos étnicos que se establecieron en estas tierras. Se destaca la presencia de ascendencia italiana, alemana y polaca.

## Fiestas Populares

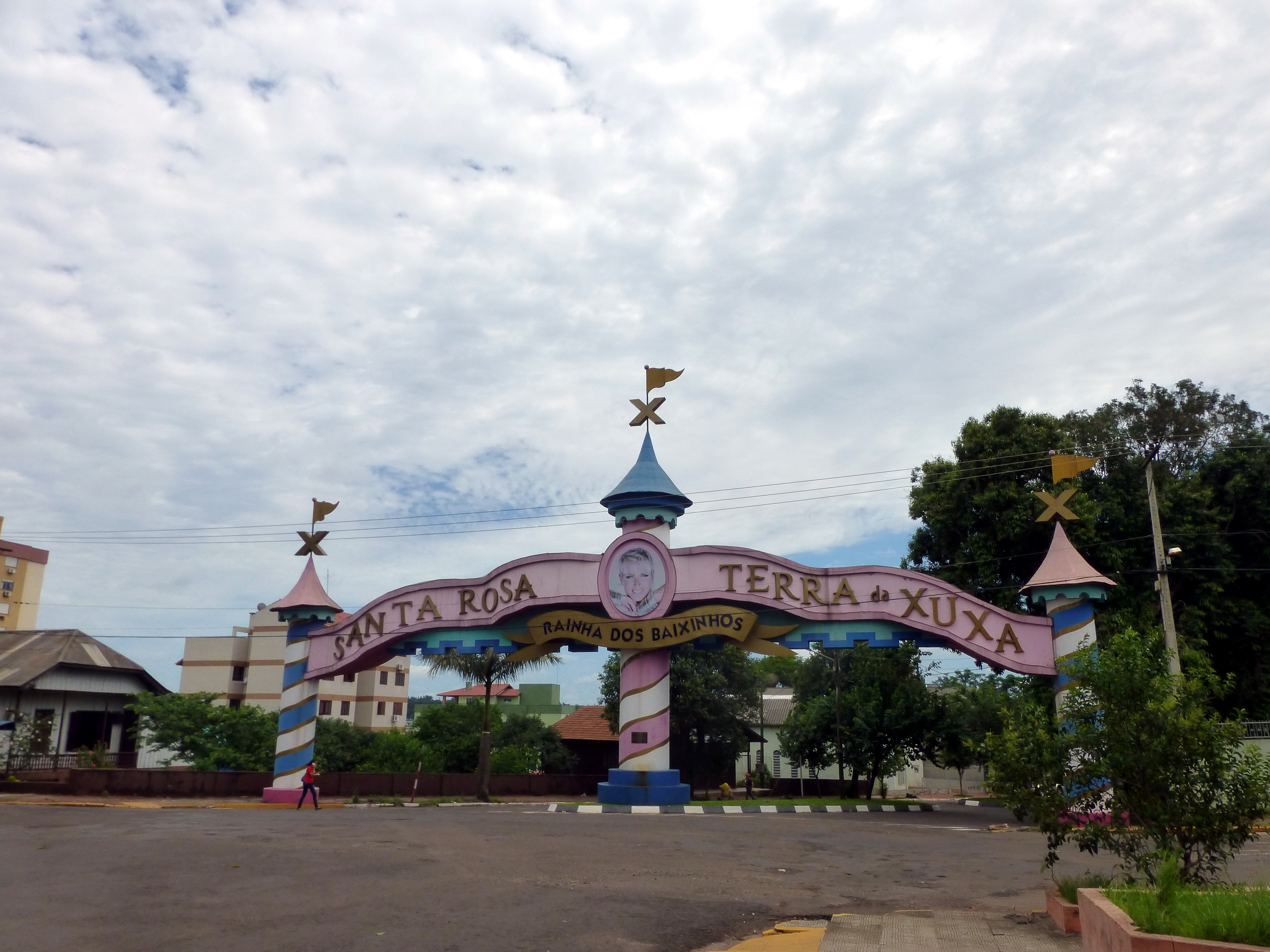
Puede visitarse en Santa Rosa la casa natal de Xuxa, que actualmente es un museo infantil.

### Fenasoja
A partir de los años 60 la soja se transformó en un producto de mucha importancia para la región y de gran desarrollo económico, particularmente para la ciudad de Santa Rosa. Impulsados por este crecimiento y desarrollo fue constituida la Fiesta Nacional de la Soja (Fenasoja), una feria que tiene el objetivo de mostrar y comercializar los productor de la región. La Fenasoja se realiza en el Parque Municipal de Exposiciones Alfredo Leandro Carlson, y recibe expositores de diferentes lugares del Brasil. También se ofrecen espectáculos artísticos de gran popularidad.

### Musicanto Sudamericano de Nativismo
El Musicanto Sudamericano de Nativismo es un evento de gran importancia en la región, promovido todos los años en la ciudad de Santa Rosa. Se presentan músicos de todo el Brasil y de países vecinos como la Argentina, Paraguay y Chile. A través de este festival la ciudad se hizo conocida nacional e internacionalmente.

### Otras
Otros acontecimientos de menor relevancia son la Feria del Pescado, la Feria de la Miel y una particular Oktoberfest, llevada a cabo en el centro de la ciudad, mostrando toda la tradición alemana de la región.

## Símbolos Oficiales

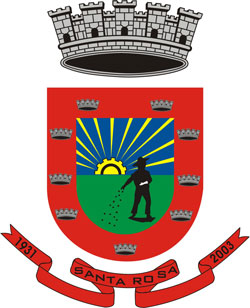
El escudo oficial del municipio.

### Escudo
El escudo, además de aparecer en la bandera, aparece impreso en todos los papeles oficiales del municipio. Es el símbolo usado en las cartas postales, emitidas por los poderes ejecutivo y legislativo.
El escudo está compuesto por un sol naciente que ilumina un campo que está siendo sembrado por un agricultor, rodeado de nueve pequeñas cuerdas coronas. Sus colores son: verde, rojo, amarillo y azul (recordando los colores de Río Grande do Sul y del Brasil). El sol naciente significa el nacimiento de la industria, y el sembrador es el símbolo de toda la riqueza del municipio. Las nueve coronas significan las nueve ciudades que se originaron en el municipio Santa Rosa. Las palabras "SANTA ROSA - CIVITAS ET MATER", escritas en su parte inferior, significan: Santa Rosa - Ciudad y Madre.

### Bandera
La bandera es el máximo símbolo del municipio, la cual representa a la ciudad en todos los eventos municipales. Es de color blanca y en su centro posee el escudo de Santa Rosa.

### Himno
Título original: Hino a Santa Rosa
Música: Gustavo Koetz
Letra: Pe. Carlos Afonso Schmidt

Ressoando com júbilo imenso
Nossa voz quer teu nome saudar.
Santa Rosa, beleza e sorriso
Santa Rosa, cidade sem par.
/: És o encanto das plagas serranas,
Alegria constante do olhar.:/
Santa Rosa cidade modelo
Na conquista das realizações
No valor do trabalho és exemplo
Irmanando operários e patrões.
/: Capital imponente da soja
Esperança do chão das Missões:/
És cidade gentil progressista
Vanguardeira de nobres ideais
Teu futuro será nossa glória
Teus triunfos serão eternais;
/: Santa Rosa teu nome é orgulho
Dos teus filhos briosos leais:/

## Personas destacadas
- Xuxa, Comunicadora televisiva (1963)
- Taffarel, futbolista (1966)